# تاتار (بجنورد)
تاتار، روستایی از توابع بخش مرکزی شهرستان بجنورد در استان خراسان شمالی ایران است.

## جمعیت
این روستا در دهستان آلاداغ قرار دارد و براساس سرشماری مرکز آمار ایران در سال ۱۳۹۵، خالی از سکنه است. این روستا حدود ۳۰۰ خانواده جمعیت ساکن دارد محصول کشاورزی دیم گندم عدس و نخود محصول عمده و باغ انگور زیادی داره ومیوه درختی هم سیب گلابی هلو آلبالو وگیلاس هم دارد ضمناً نگارنده متولد همین روستاست. این روستا دارای قدمت تاریخی بسیار زیادی است و آثار باستانی فراوان و وجود دو تپه باستانی این امر رو اثبات می‌کند. مردمی بسیار خونگرم دارد که زبان اصلی آنها ترکی می‌باشد.